# Luis Ernesto Michel
Luis Ernesto Michel Vergara (El Grullo, 21 luglio 1979) è un ex calciatore messicano, di ruolo portiere.

## Palmarès

### Club
- Campionato messicano: 1

Chivas: Apertura 2006
- InterLiga: 1

Chivas: 2009
- Primera División de Costa Rica: 1

Saprissa: Apertura 2014

### Nazionale
- CONCACAF Gold Cup: 1

2011